# Тролле
Тролле (швед. Trolle) — знатный шведский род.

## Происхождение и история рода
Род известен с XIV века. Все представители этой фамилии были сторонниками Кальмарской унии и поддерживали в Швеции интересы датских королей.
Родовой резиденцией семьи Тролле уже несколько веков является Замок Тролленес в лене Сконе на юге Швеции.

## Известные представители рода
- Арвид Биргерссон Тролле (ок.1440—1505) с 1466 г. стоял во главе датской партии в Швеции. На Кальмарском сейме 1483 г. он добился признании Иоанна, сына Кристиана I, наследником его в Швеции. Деятельное участие принял он и в борьбе со Стеном Стуре старшим; когда последний в 1497 г. был низложен, Тролле снова содействовал признанию королём Иоанна, которого поддерживал и во время восстания, начавшегося против Дании в начале XVI в. Он ум. в 1505 г.
- Эрик Арвидссон (1460—1529), сын его, принимал участие в войне Стуре против русских, а в 1496 г. сделался одним из трех правителей Финляндии. Вскоре он изменил делу национальной партии и примкнул к датской, особенно в правление Сванте Стуре (1504—12). По смерти последнего между Тролле и Стеном Стуре младшим началась борьба из-за штатгальтерства. Верх одержал Стуре младший. После 1520 г. Тролле был Кристианом II назначен в лагманы Упландии и агитировал против Густава Вазы. С воцарением последнего он бежал в Данию, где ум. в 1529 г.
- Густав Эрикссон (1488—1535) — сын предыдущего, архиепископ упсальский. Ревностный сторонник Дании, в 1516 г. начал борьбу с Стен Стуре младшим. Верх одержала партия Стуре; Тролле был низложен, взят в плен и заключен в Вестерасе. Кристиан II успел добиться от римского папы отлучения Стуре и после расправы со шведами в 1520 г. восстановил Тролле на архиепископской кафедре. В событиях ноябрьского террора Тролле играл значительную роль, стараясь отомстить противникам за понесенное от них оскорбление. Когда началось далекарийское движение Густава Вазы, Тролле выступил против последнего, но был разбит и заперт в Стокгольме, откуда бежал в Данию. Так как Кристиан II потерял к этому времени и датскую корону, Тролле последовал за ним, и в Бельгии и Голландии энергично агитировал в пользу восстановления Кристиана. С этой же целью он в 1531 г. являлся в Норвегию; позже Тролле участвовал в так называемой графской войне; раненый в битве при Экснебьерге, он умер в 1535 г.
- Эрик Биргер (1863–1934) — политический, государственный и дипломатический деятель. Министр иностранных дел Швеции (1905—1909). Риксмаршал (1930—1934). Губернатор лена Эстергётланд (1912—1930).